# Stejari, Argeș
Stejari (în trecut, Valea Rea) este un sat în comuna Băiculești din județul Argeș, Muntenia, România. Este situat în partea de central-vestică a județului, în Dealurile Argeșului.